# Фокон-де-Барселоннет
Фоко́н-де-Барселонне́т (фр. Faucon-de-Barcelonnette, окс. Faucon de Barcilona) — коммуна во Франции, находится в регионе Прованс — Альпы — Лазурный Берег. Департамент коммуны — Альпы Верхнего Прованса. Входит в состав кантона Барселоннет. Округ коммуны — Барселоннет.
Код INSEE коммуны — 04086.

## Население
Население коммуны на 2008 год составляло 305 человек.
| 1962 | 1968 | 1975 | 1982 | 1990 | 1999 | 2008 |
| ---- | ---- | ---- | ---- | ---- | ---- | ---- |
| 144  | 153  | 128  | 113  | 199  | 208  | 305  |

## Экономика
В 2007 году среди 185 человек в трудоспособном возрасте (15—64 лет) 137 были экономически активными, 48 — неактивными (показатель активности — 74,1 %, в 1999 году было 71,9 %). Из 137 активных работали 136 человек (72 мужчины и 64 женщины), безработной была 1 женщина. Среди 48 неактивных 16 человек были учениками или студентами, 17 — пенсионерами, 15 были неактивными по другим причинам.

## Достопримечательности
- Приходская церковь Сент-Этьен (XI век), перестроена в XVII веке.
- Солнечные часы (1878 год).
- Монастырь Сен-Жан-де-Мата, основан тринитариями в 1675 году.
- Часовни: Св. Иоанна, Св. Анны.

## Фотогалерея

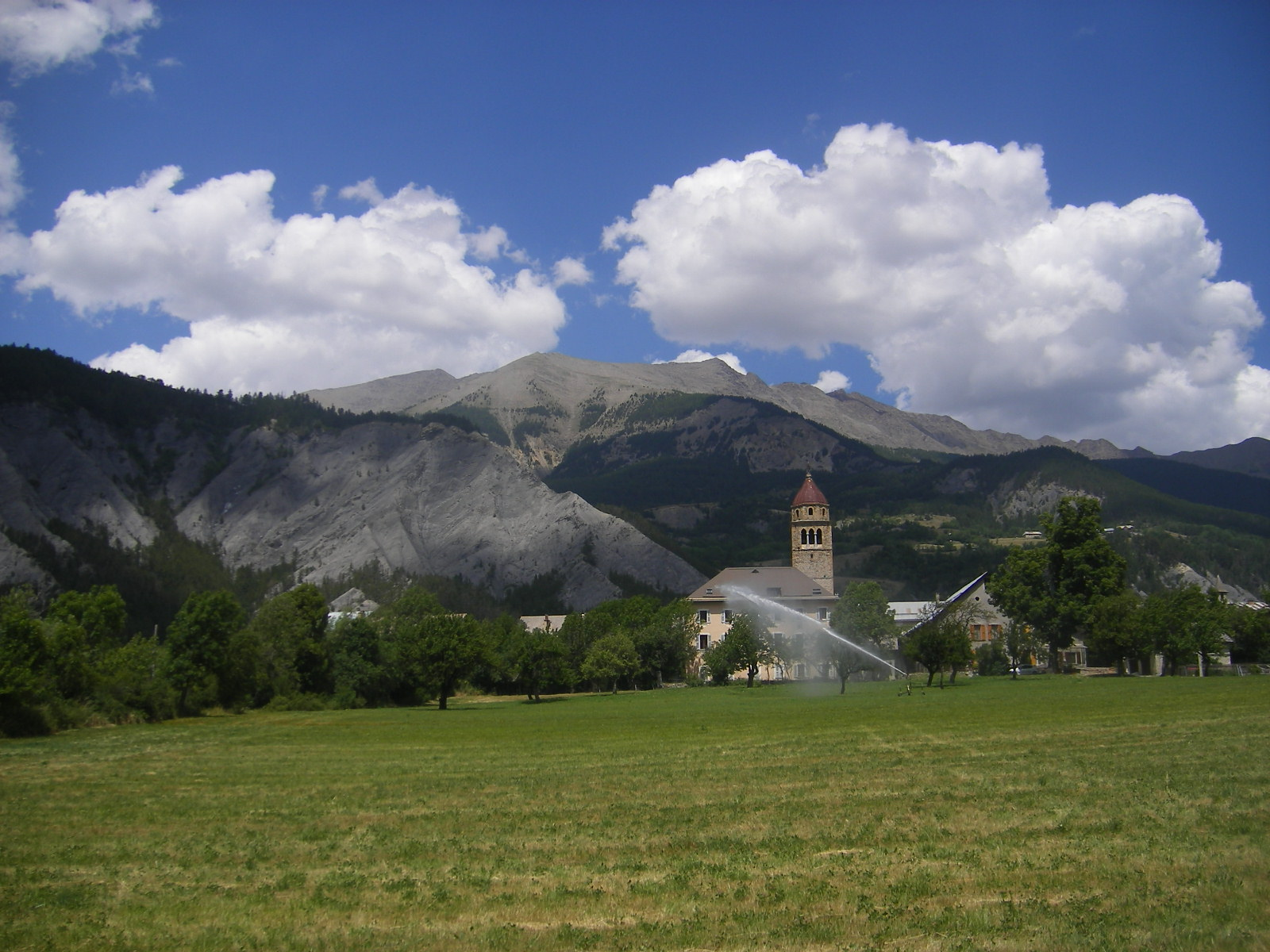
Фокон-де-Барселоннет
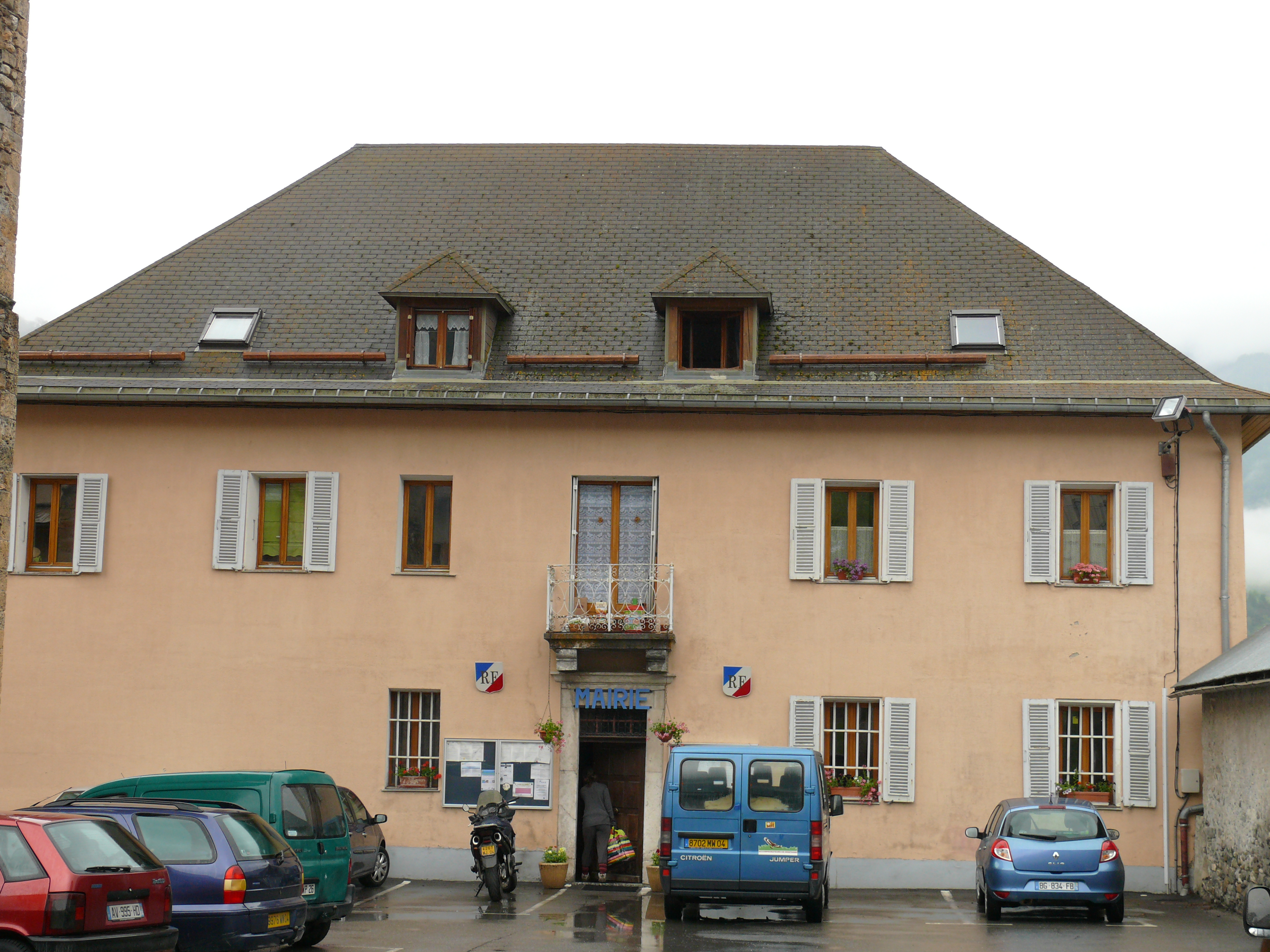
Мэрия
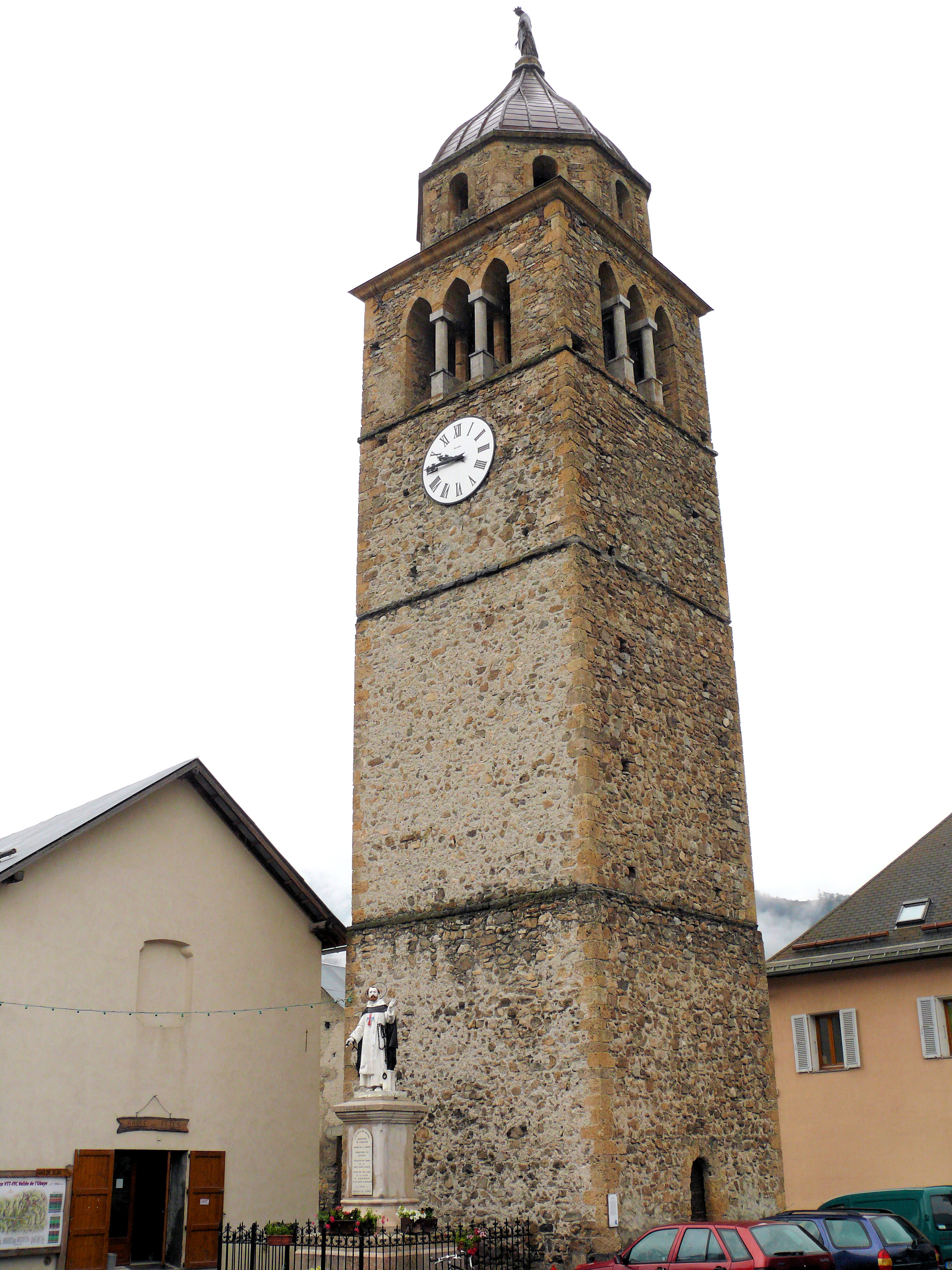
Башня с часами
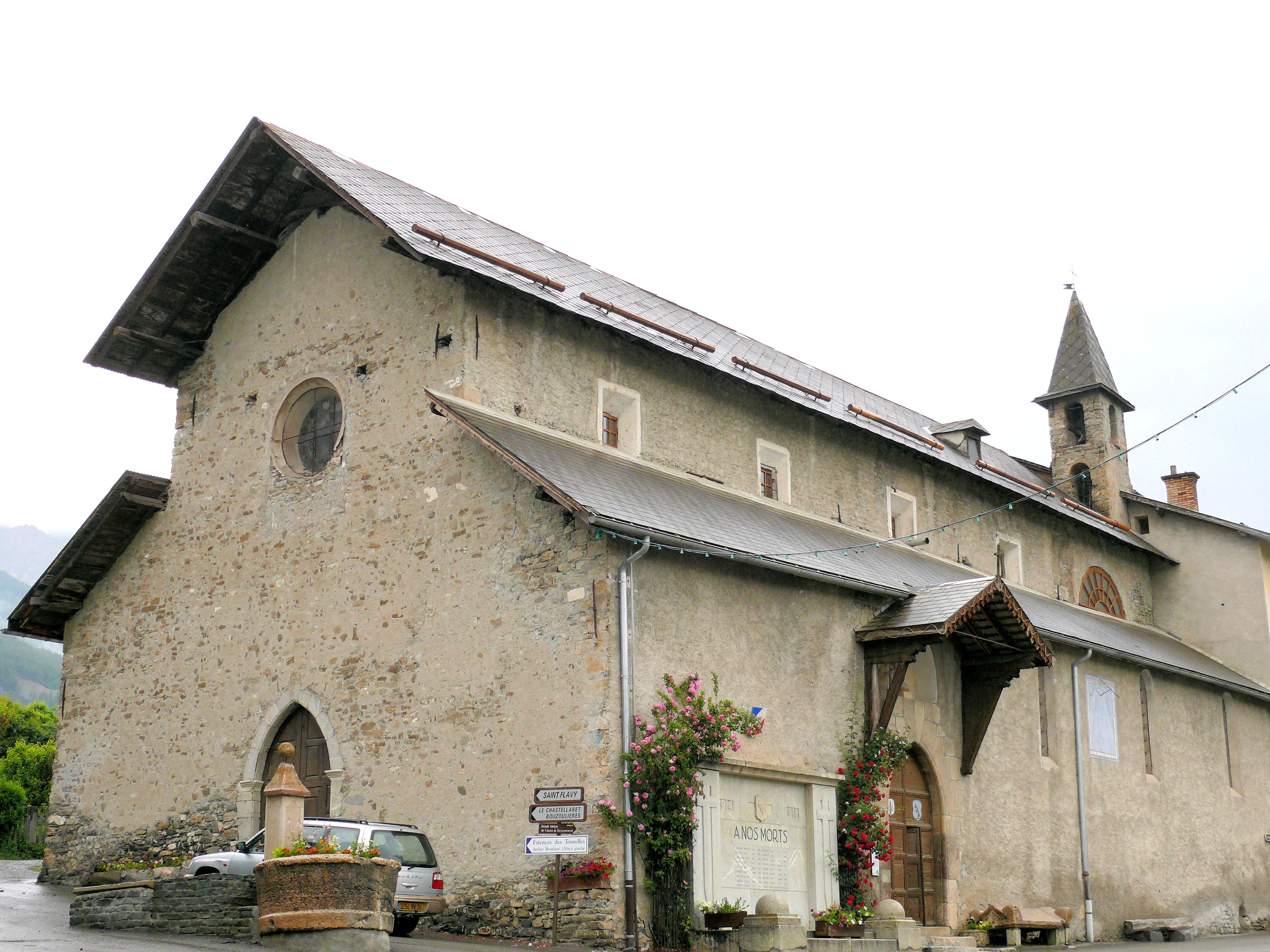
Церковь Сент-Этьен